# Ягорлик
Ягорли́к (Мокрий Ягорли́к)— річка в Україні, в межах Подільського району Одеської області, а також у Молдові (Придністров'я). Ліва притока Дністра (басейн Чорного моря).

## Опис

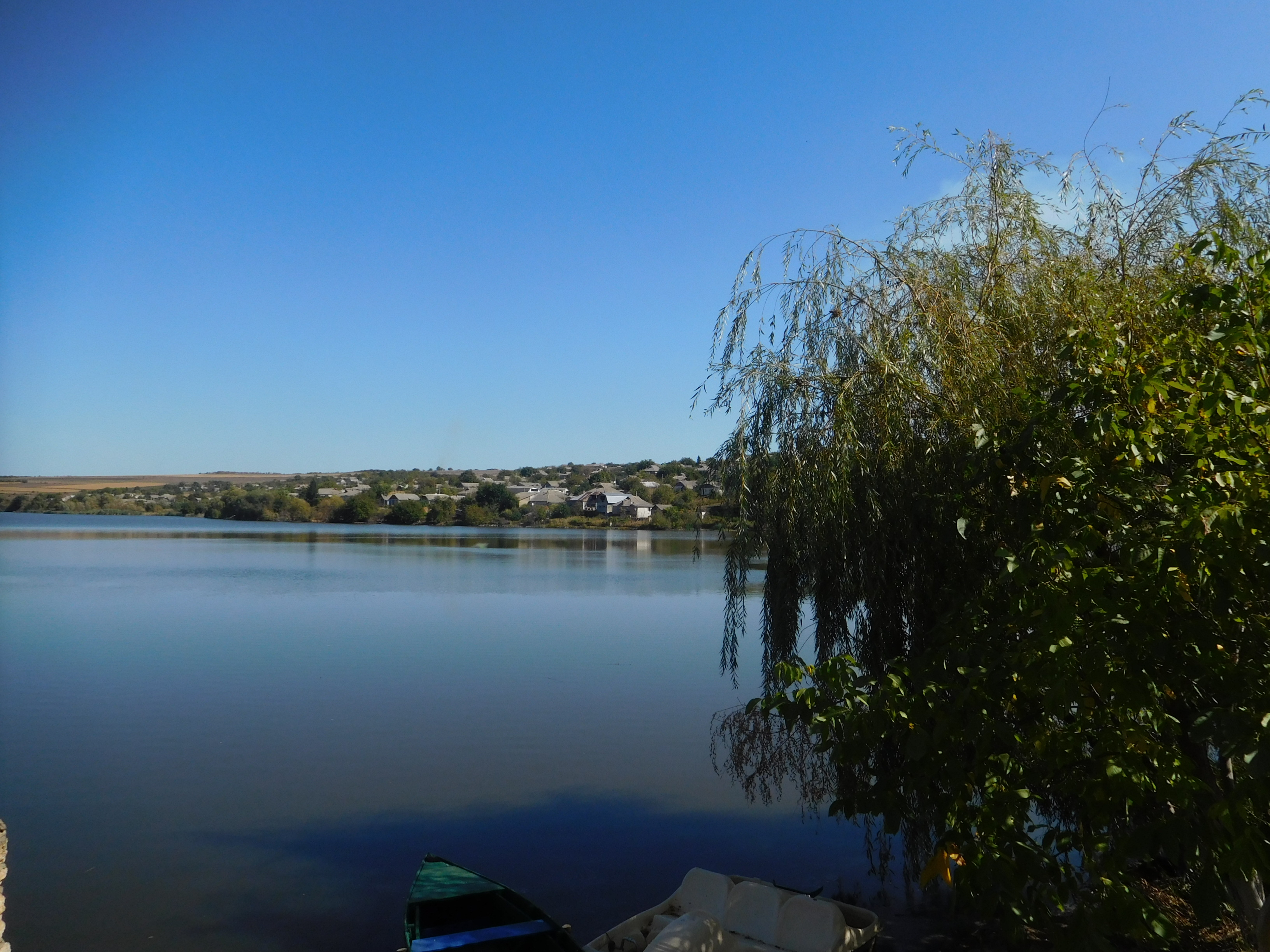
Окнянське водосховище в селищі Окни

Довжина 73 км, площа водозбірного басейну 1590 км². Похил річки 1,7 м/км. Долина V-подібна, завширшки 1—3,2 км, завглибшки 70—130 м; у верхів'ї річка тече на дні балки. Заплава завширшки 100–200 м, подекуди заболочена. Річище слабозвивисте, завширшки 4—10 м, завглибшки до 1,5—1,8 м, влітку пересихає. Є численні ставки, невеликі водосховища. Використовується на водопостачання, зрошування, рибництво.

## Розташування

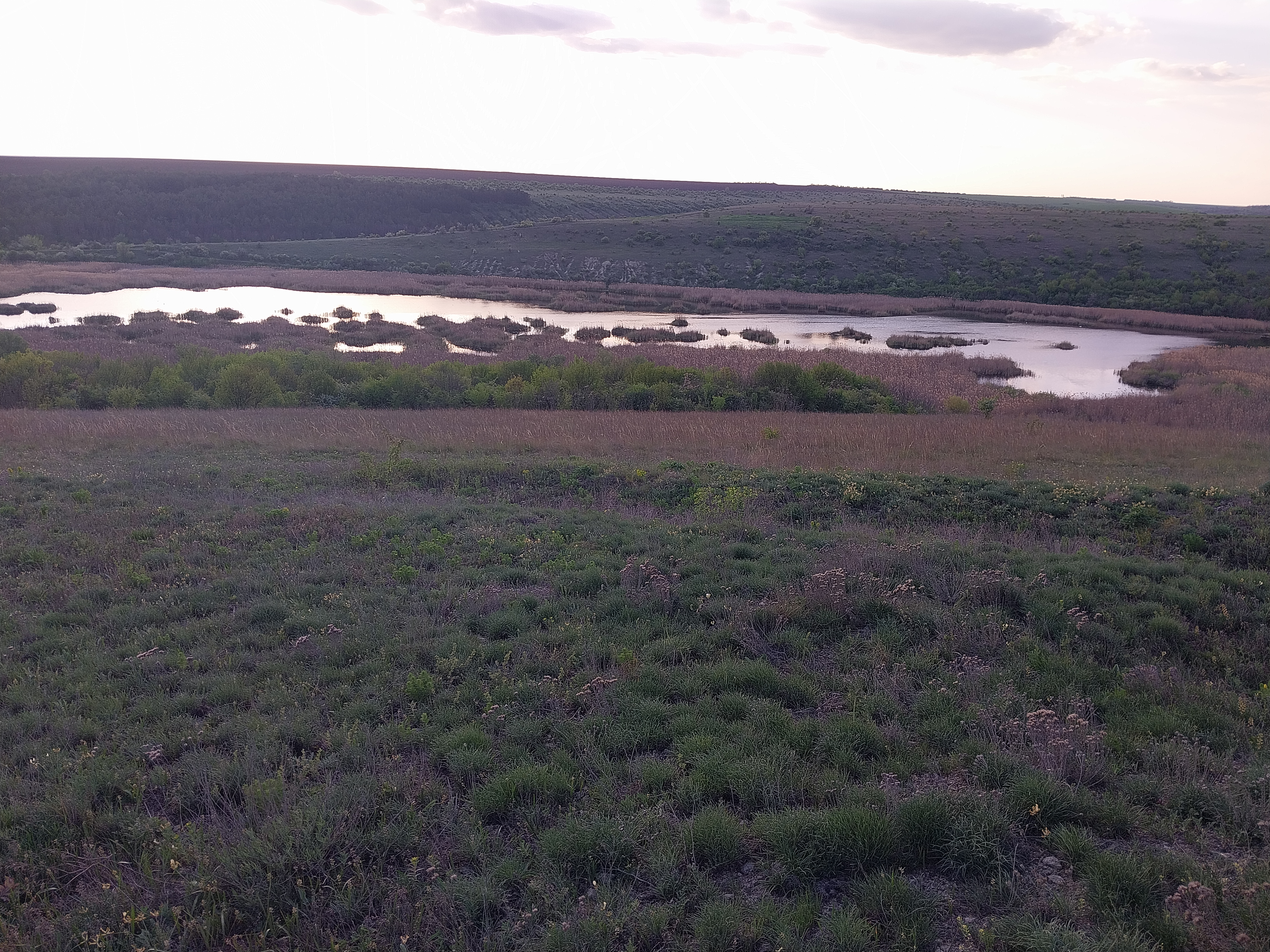
Долина річки біля кордону із Молдовою

Ягорлик бере початок на схід від селище Слобідки. Протікає в південно-східній частині Подільської височини спершу на південний схід, далі — на південь, у середній та нижній течії — на південний захід.
Основна притока: Тростянець (права).
Над Ягорликом лежить селище Окни.

## Цікаві факти
- До кінця XVIII століття Ягорликом проходив кордон між Річчю Посполитою й Османською імперією.
- У пониззі річки розташований Заповідник Ягорлик.